# Za-Kpota
Za-Kpota is een van de 77 gemeenten (communes) in Benin. De gemeente ligt in het departement Zou en heeft een oppervlakte van 409 km². De gemeente telt 132.818 inwoners (2013). De gemeente is onderverdeeld in acht arrondissementen, die verder bestaan uit 69 dorpen:
- Allahé
- Assalin
- Houngomey
- Kpakpamè
- Kpozoun
- Tanta
- Za-Kpota
- Zèko

De Zou, een zijrivier van de Ouémé, stroomt langs de oostgrens van de gemeente.

## Economie
Meer dan 70% van de bevolking is actief in de landbouw. De belangrijkste gewassen voor de markt zijn pindanoten en katoen. Verder zijn dit palmolie en citrusvruchten. Plantages van oliepalmen werden massaal aangelegd tussen 1960 en 2000, maar deze worden stilaan verdrongen door boomgaarden met sinaasappelbomen. Verder worden ook maïs, niébé, maniok, yams, sorghum, sojabonen en verschillende soorten groenten verbouwd. Er is ook veeteelt, vooral geiten, kippen en varkens. Jaarlijks trekken wel runderherders met hun dieren door Za-Kpota. Er zijn groeven waar zand, kiezel en graniet worden gewonnen.
Anno 2020 waren er geen geasfalteerde wegen in Za-Kpota.

## Bevolking
In 2002 telde de gemeente 87.076 inwoners. In 2013 waren dit 132.818 inwoners.
De grootste bevolkingsgroepen zijn de Mahi, de Yoruba en de Dendi. 
Ongeveer 7% van de bevolking is rooms-katholiek, 1% protestants en 0,5% moslim. De meerderheid van de bevolking hangt een inheemse religie aan.
Opm: Bevolkingscijfers in duizendtallen
Bron: Za-Kpota Commune in Benin; 1979-2013: volkstellingen
Bron: Institut National de la Statistique Benin; 2013: volkstelling